# Zamach stanu w Maroku (1972)

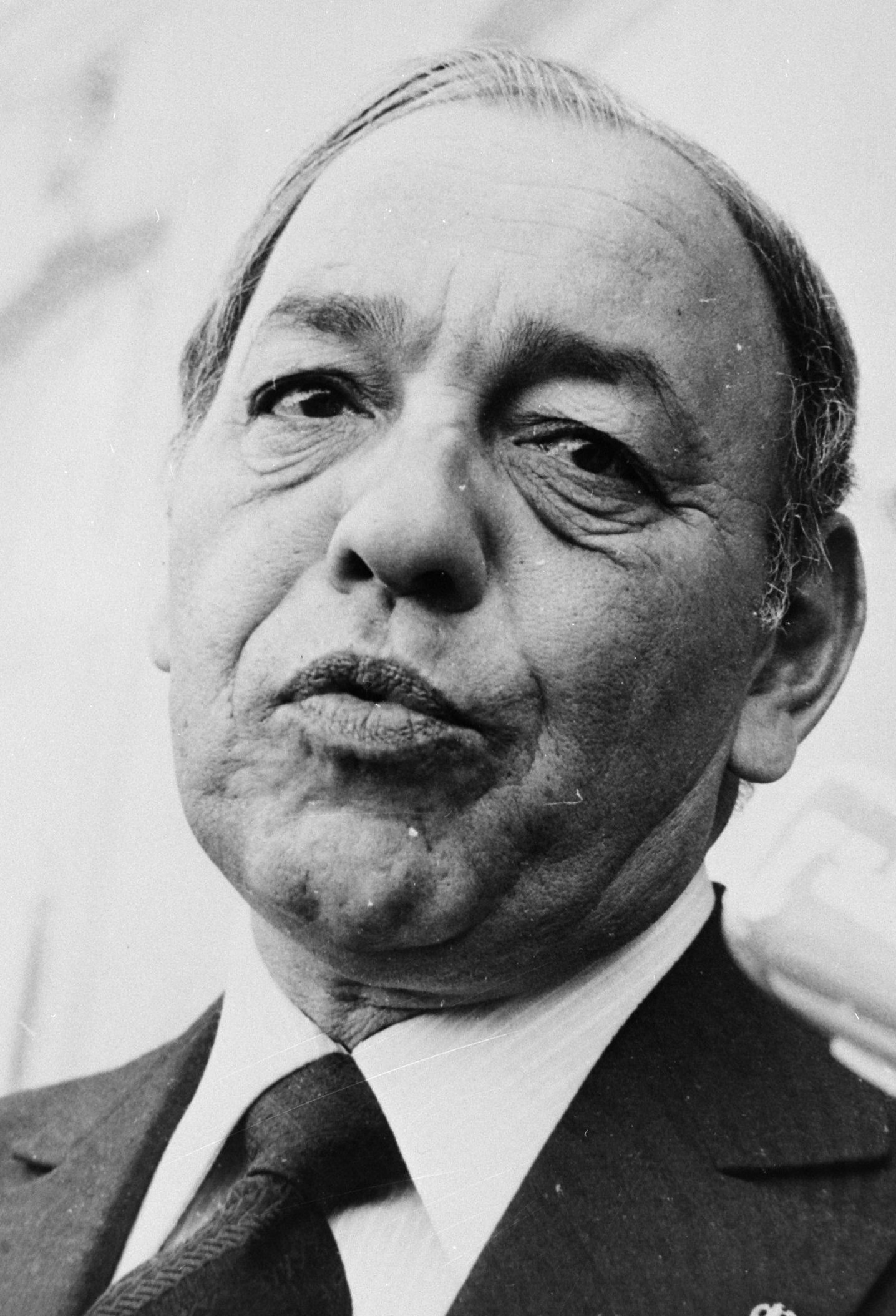
Hassan II, 1981

Marokański zamach stanu z 1972 roku – druga w kolejności nieudana próba zabójstwa ówcześnie panującego króla Hassana II z dynastii Alawitów.

## Pierwsza próba zamachu stanu
Marokańska opozycja planowała zapoczątkować serię reform ustrojowych, których wprowadzenie uczyniłoby ten kraj republiką. Z punktu widzenia zwolenników zmiany niezbędnym warunkiem powodzenia było zabicie władcy. Pierwszą próbę zamachu stanu przeprowadzono w 1971 roku. Podczas świętowania 42. urodzin króla grupa kadetów wraz z generałem i pułkownikiem wojska zaatakowała pałac królewski, zabijając 91 osób i raniąc 133. Po tym wydarzeniu spiskowców stracono, a Mohamed Ufkir, bliski współpracownik Hassana II objął urząd ministra obrony kraju. Według jednej z teorii to on zaplanował przewrót, aby ułatwić sobie karierę.

## Ponowna próba dokonania przewrotu

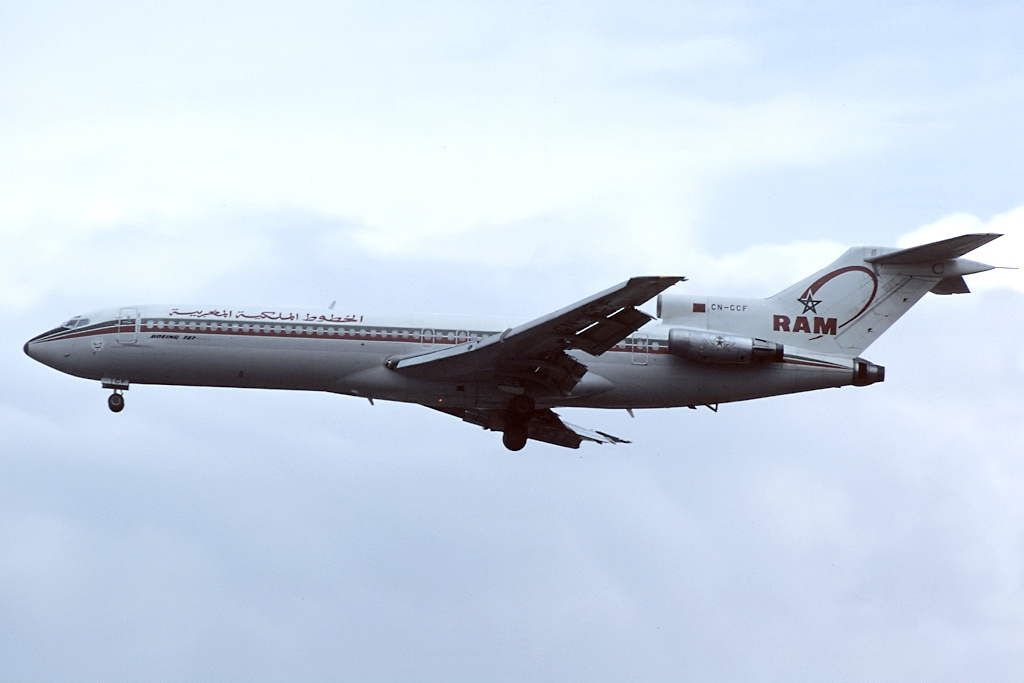
Boeing 727

16 sierpnia 1972 roku, gdy Hassan II wracał do Maroka z oficjalnej wizyty we Francji, wojskowe odrzutowce Northrop F-5 Freedom Fighter pod komendą generała Ufkira zaatakowały Boeinga 727, którym leciał monarcha. Wystrzelone pociski trafiły w kadłub, zabijając niektórych pasażerów. Jeden z samolotów odleciał, atakując pobliskie lotnisko i zabijając wielu ludzi. Gdy jednak sam król chwycił radio i powiedział pilotom: „Przestańcie strzelać! Tyran nie żyje!”, ostrzał przerwano, a zamachowcy przekonani, że ich misja zakończyła się sukcesem, odlecieli.
W wyniku tego wydarzenia ośmiu pasażerów Boeinga zginęło, a 40 zostało rannych. Samolot mimo dziur w kadłubie bezpiecznie wylądował na lotnisku w Rabacie. Król przeżył.

## Następstwa
Baza lotnicza Al-Kunajtira, w której znajdowała się większość zbuntowanych oficerów, została otoczona, setki osób aresztowano. Ufkir został znaleziony martwy, na jego ciele znajdowało się wiele ran postrzałowych. Sugerowano, że popełnił samobójstwo. Wielu jego krewnych uwięziono, zwolniono ich dopiero w 1991 roku wskutek międzynarodowej krytyki za możliwe naruszenia praw człowieka. Generał Mohamed Amekrane, który pomagał rebeliantom, uciekł na Gibraltar. Nie udzielono mu tam jednak azylu, musiał więc wrócić do Maroka, gdzie wykonano na nim wyrok śmierci.